# Idoma

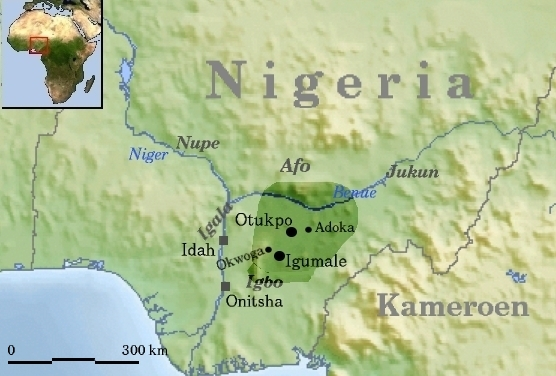
Idoma-Gebiet in Nigeria

Volksgruppen in Nigeria

Die Idoma sind ein mittelnigerianisches Volk, das 300.000 Angehörige hat. 
Sie sprechen Idoma, eine idomoide Sprache. Seine Nachbarvölker sind die Idibio, die Igbo, die Mama und die Mumuye.

## Kunst
Die Idoma-Kunst in westlichen Sammlungen existiert primär aus Holzmasken, welche zu Beerdigungen und zur sozialen Kontrolle benutzt werden, und menschenähnlichen Holzfiguren, die oft ziemlich groß ausfallen.

## Geschichte
Linguistische Beweise zeigen, dass die Idoma seit mindestens vier bis fünftausend Jahre in ihrer heutigen Region leben und dass ihre Vorfahren womöglich mit denen der Yoruba, Bini und Igbo aus dem Norden in das Gebiet wanderten. All diese Völker gehören zur Kwa-Sprachfamilie. Linguisten sind in der Lage, anhand der Unterschiede zwischen den Sprachen die Zeit einzuschätzen, seit der sie auseinander leben. Sie trennten sich zu einem Zeitpunkt von den größeren ethnischen Gruppen in dem Gebiet und begannen, ihre eigene Kultur in relativer Isolation aufzubauen.

## Wirtschaft
Die meisten Idoma sind Farmer. Ihre Haupterzeugnisse sind Yams und Taro, lokal "Cocoa yams" genannt. Der Herbst ist die Zeit der großen Feier. Yams werden effizient genug produziert, um sie zu den Nachbarn zu exportieren. Sie ernten auch Früchte der Ölpalme, welche zu Öl verarbeitet und in großen Mengen nach Europa exportiert werden, wodurch es eine ziemlich profitable Geldfrucht ist. Weitere wichtige Erträge sind Mais, Maniok, Paprikas, Erdnüsse, Speisekürbisse und Süßkartoffeln. Ziegen, Schafe, Hühner und Hunde werden von fast jedem gehalten. Obwohl die Jagd nicht mehr einen beträchtlichen Beitrag zur lokalen Wirtschaft beiträgt, ist Fischen nach wie vor sehr wichtig in der ganzen Region.

## Politisches System
Die Idoma leben in dicht besiedelten Dörfern oder in relativ zerstreuten Farmen. Politische Züge existieren vorrangig auf der Gemeindeebene mit der Position des Stammesführers, dessen Position patrilineal vererbt wird. Seine Nachfolge unter den Idoma wechselt sich oft zwischen zwei patrilinealen Strukturen ab, wodurch die Macht des Führers in gewissem Maße geschwächt wird. Der Anführer zieht für gewöhnlich einen Ältestenrat zu Rate, bevor er wichtige Entscheidungen trifft. In der Vergangenheit trugen Altersgrad-Gesellschaften und die damit verbundenen Maskierungstraditionen zur sozialen Kontrolle bei.

## Religion
In der Idoma-Religion konzentriert man sich darauf, die Vorfahren zu ehren. Bestattungszeremonien unter den Idoma sind oft ziemlich dramatisch, die Kombination aus Alter und Prestige entscheidet über die Aufmerksamkeit, die dem Mitglied zuteilwird. Große Bestattungen werden sowohl für Männer als auch für Frauen vorgenommen, um sie auf ihre letzte Reise von ihrem Dorf zur spirituellen Welt auf der anderen Seite des Flusses zu schicken. Ein Gedenkgottesdienst oder ein zweites Begräbnis wird für die Toten kurz nach dem eigentlichen Begräbnis abgehalten, um sich zu vergewissern, dass es der Tote auch in die Welt der Vorfahren geschafft hat.